# ضفيرة طحالية
تتكون الضفيرة الطحالية من فروع متجمعة من الضفيرة البطانية، والعقدة البطنية اليسرى والعصب المبهم الأيمن.
ترافق الضفيرة الطحالية الشريان الطحالي للارتباط بالطحال، وتتفرع في مسارها إلى ضفائر فرعية على طول تفرعات الشريان المختلفة.